# پارک یونگ وو
پارک یونگ وو (کره‌ای: 박용우؛ زادهٔ ۱۶ مارس ۱۹۷۱) بازیگر اهل کره جنوبی است.

## فیلم‌شناسی
گزیده فیلم‌شناسی
- تصمیم جدایی[۱]
- کودکلت
- بتلفیلد هیروز
- شیری
- ردیاب[۲]